# Harry Brooks
Harry Brooks (* 20. September 1895 in Homestead (Pennsylvania); † 22. Juli 1970 in Teaneck, New Jersey) war ein US-amerikanischer Pianist, Komponist und Songwriter.
Brooks wuchs in Pennsylvania auf und arbeitete zunächst als Pianist mit lokalen Bands, so 1924 mit Leroy Smith’s Dance Orchestra; außerdem schrieb er Kompositionen für einen Musikverleger. 1929 arbeitete er mit Fats Waller und Andy Razaf bei den Broadwayshows Snapshots of 1921 und Connie's Hot Chocolates zusammen. In diesem Jahr entstanden die Titel Jungle Jamoree, Sweet Savannah Sue, Say It with Your Feet und My Man Is Good for Nothin’ But Love. Der bekannteste Song dieser Kooperation war jedoch Ain’t Misbehavin’, der ein internationaler Hit und ein populärer Jazzstandard wurde. Ein weiterer Song der Zusammenarbeit Brooks’ mit Waller war (What Did I Do to Be so) Black and Blue?, der 1929 ein Erfolgstitel für Louis Armstrong wurde. Nach seiner Zusammenarbeit mit Waller und Razaf schrieb Brooks noch einige weitere Kompositionen, am bekanntesten Southern Sunset (When the Sun Sets Down South), die 1938 in Zusammenarbeit mit Sidney Bechet und Noble Sissle entstand.